# HD 219828 b
HD 219828 bはペガスス座の方角に約265光年の位置にある太陽系外惑星である。海王星程度の質量で、地球質量より少なくとも21倍以上重い。組成は分かっていないが、天王星や海王星のような木星型惑星かスーパーアースのような岩石惑星だと考えられている。